# The Freak

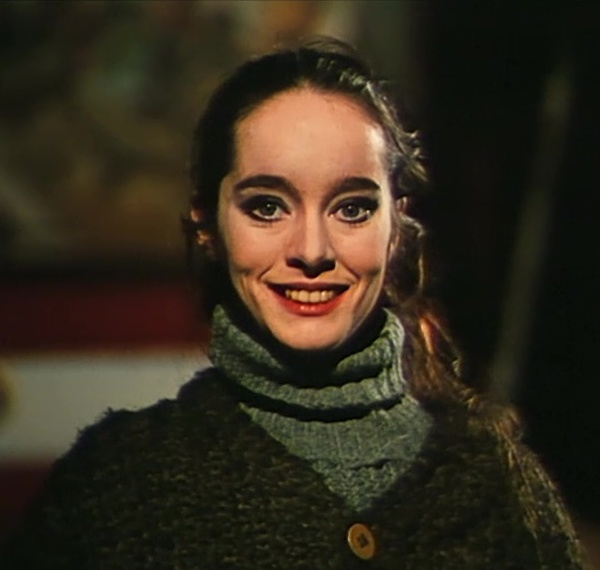
Victoria Chaplin en la película de 1970 I clowns, de Federico Fellini.

The Freak es una película inacabada de Charles Chaplin perteneciente al género de la comedia dramática.

## Argumento
Una niña chilena desarrolla un par de alas, y es raptada y llevada a Londres para hacerla pasar por un ángel. Consigue escapar, pero es arrestada y sometida a un juicio para determinar si es humana.    

## Producción
Teniendo en mente a su hija Victoria para el papel principal, el cineasta comenzó a trabajar esta historia en 1969, pero su repentino casamiento y su edad supusieron claros obstáculos. 
En su libro de 1974 My Life in Pictures, Chaplin describía The Freak como una obra aún en curso de preparación, y expresó su intención de rodarla en una entrevista, también de 1974, con motivo de su 85.º cumpleaños. En una fotografía de Victoria con una vestimenta alada, escribió Charles "Algún día habré de hacerla" ("I mean to make it someday").
No hay metraje conocido de esta película, aunque sí puede verse brevemente a Victoria con esa indumentaria en el documental biográfico del 2003 rodado para la televisión Charlie Chaplin - Les années suisses, de Beat Hirt y Felice Zenoni.    
Se dice que el par de alas de la niña iba a ser el mismo que se había empleado en The Kid. 
Se dice también que el guion de la película está custodiado en Suiza.